# 九芝堂
九芝堂股份有限公司，简称九芝堂（深交所：000989），总部位于中国湖南省长沙市，是一家老字号医药企业。

## 历史
清顺治七年（1650年），江苏吴县人劳澄在长沙坡子街创建九芝堂前身。乾隆四十七年（1782年），劳禄久观曾祖父劳澄作《天香书屋图》时，见画中有“植双桂，桂生芝九”，遂将药铺命名“九芝堂”。药铺实行家族内部股东制，继任者苦心经营，业务逐渐扩大。
民国初期，药铺由于家族内讧，一度濒临倒闭。民国七年（1918年），劳昆僧出任经理后，大力改革，迎来中兴。民国二十七年（1938年），文夕大火焚毁店铺，损失过半资金。民国三十三年（1944年），日军攻陷长沙，药铺迁至蓝田镇（今涟源市)。抗战胜利后，回迁长沙。
中华人民共和国成立后，九芝堂发展成药生产业务，后陆续建立新中制药厂、九芝堂加工厂，合并其他药店。1956年社会主义改造期间，劳九芝堂开始公私合营，更名“劳九芝堂药店总店”。1967年，九芝堂更名为长沙市中药一厂，后于1992年复名为长沙九芝堂制药厂。1994年改制，成立长沙九芝堂药业集团公司，于1995年兼并长沙市中药材公司，于1996年与长沙神箭制药总厂合并成立长沙九芝堂（集团）有限公司。1999年，集团再度与5家公司合并，成立湖南九芝堂股份有限公司，并于次年在深圳证券交易所上市。2004年，九芝堂被国家工商行政管理总局认定为中国驰名商标。2006年，九芝堂被商务部认定为中华老字号。

## 文化
劳澄自开店起即立下“吾药必吾先尝之”的规矩，其责任态度为九芝堂中药文化奠定了基础。九芝堂在传承的三百余年间，逐步形成了“药者当付全力，医者当问良心”、“恤苦济贫，优益同业”的人文精神及“地道药材，质量为本”、“配方独特，技术创新”、“恤苦济贫，热心公益”、“经营有道，用人有方”的传统中药文化。2008年，九芝堂传统中药文化被列入第二批国家级非物质文化遗产。